# Spongodes celiosa
Spongodes celiosa is een zachte koraalsoort uit de familie Nephtheidae. De koraalsoort komt uit het geslacht Spongodes. Spongodes celiosa werd in 1834 voor het eerst wetenschappelijk beschreven door Lesson. 